# Wardęgowo
Wardęgowo [vardɛnˈɡɔvɔ] (tiếng Đức: Warden)  là một ngôi làng ở quận hành chính của Gmina Biskupiec, trong huyện Nowomiejski, Warmińsko-Mazurskie, ở miền bắc Ba Lan.